# Arkoç Özcan
Arkoç Özcan (ur. 2 grudnia 1939 w Hayrabolu, zm. 17 lutego 2021 w Hamburgu) – turecki piłkarz grający na pozycji bramkarza. W swojej karierze rozegrał 10 meczów w reprezentacji Turcji.

## Kariera klubowa
Karierę piłkarską Özcan rozpoczął w klubie Vefa SK. W latach 1955–1958 grał w nim w Liga Istanbul. Następnie odszedł do Fenerbahçe SK. W sezonie 1958/1959 wywalczył mistrzostwo Ligi Stambułu, a w 1959 roku został mistrzem Turcji. W 1961 roku ponownie wywalczył z Fenerbahçe mistrzostwo kraju. W 1962 roku odszedł do lokalnego rywala, Beşiktaşu JK. W Beşiktaşie grał przez dwa sezony.
W 1964 roku Özcan wyjechał do Austrii i został zawodnikiem Austrii Wiedeń. Przez trzy sezony był podstawowym bramkarzem tego klubu. W sezonie 1966/1967 zdobył z Austrią Puchar Austrii.
W 1967 roku Özcan ponownie zmienił klub i został piłkarzem Hamburger SV. W niemieckiej Bundeslidze zadebiutował 19 sierpnia 1967 roku w zwycięskim 4:1 wyjazdowym meczu z Werderem Brema. Przez 6 lat był podstawowym zawodnikiem klubu z Hamburga. W 1968 roku dotarł z nim do finału Pucharu Zdobywców Pucharów. Wystąpił w nim, jednak HSV przegrało 0:2 z Milanem. W sezonie 1973/1974 stracił miejsce w składzie HSV na rzecz Rudolfa Kargusa. W 1975 roku zakończył swoją karierę.
| Sezon   | Klub           | Kraj             | Rozgrywki    | Mecze | Bramki |
| ------- | -------------- | ---------------- | ------------ | ----- | ------ |
| 1955/56 | Vefa SK        | Turcja           | Istanbul Lig | 10    | 0      |
| 1956/57 | Vefa SK        | Turcja           | Istanbul Lig | 17    | 0      |
| 1957/58 | Vefa SK        | Turcja           | Istanbul Lig | 15    | 0      |
| 1958/59 | Fenerbahçe SK  | Turcja           | Istanbul Lig | 15    | 0      |
| 1959    | Fenerbahçe SK  | Turcja           | Milli Ligi   | 15    | 0      |
| 1959/60 | Fenerbahçe SK  | Turcja           | Milli Ligi   | 21    | 0      |
| 1960/61 | Fenerbahçe SK  | Turcja           | Milli Ligi   | 27    | 0      |
| 1961/62 | Fenerbahçe SK  | Turcja           | Milli Ligi   | 6     | 0      |
| 1962/63 | Beşiktaş JK    | Turcja           | Milli Ligi   | 34    | 0      |
| 1963/64 | Beşiktaş JK    | Turcja           | 1. Lig       | 20    | 0      |
| 1964/65 | Austria Wiedeń | Austria          | Bundesliga   | ?     | 0      |
| 1965/66 | Austria Wiedeń | Austria          | Bundesliga   | ?     | 0      |
| 1966/67 | Austria Wiedeń | Austria          | Bundesliga   | ?     | 0      |
| 1967/68 | Hamburger SV   | Niemcy Zachodnie | Bundesliga   | 32    | 0      |
| 1968/69 | Hamburger SV   | Niemcy Zachodnie | Bundesliga   | 31    | 0      |
| 1969/70 | Hamburger SV   | Niemcy Zachodnie | Bundesliga   | 18    | 0      |
| 1970/71 | Hamburger SV   | Niemcy Zachodnie | Bundesliga   | 31    | 0      |
| 1971/72 | Hamburger SV   | Niemcy Zachodnie | Bundesliga   | 20    | 0      |
| 1972/73 | Hamburger SV   | Niemcy Zachodnie | Bundesliga   | 25    | 0      |
| 1973/74 | Hamburger SV   | Niemcy Zachodnie | Bundesliga   | 2     | 0      |
| 1974/75 | Hamburger SV   | Niemcy Zachodnie | Bundesliga   | 0     | 0      |

## Kariera reprezentacyjna
W reprezentacji Turcji zadebiutował 26 października 1958 roku w zremisowanym 1:1 towarzyskim meczu z Belgią. W swojej karierze grał w eliminacjach do Euro 60, Euro 64 i MŚ 1966. Od 1958 do 1965 roku rozegrał w kadrze narodowej 10 meczów.
| Mecze i gole w reprezentacji | Mecze i gole w reprezentacji | Mecze i gole w reprezentacji | Mecze i gole w reprezentacji | Mecze i gole w reprezentacji | Mecze i gole w reprezentacji | Mecze i gole w reprezentacji |
| #                            | Data                         | Stadion                      | Rywal                        | Wynik                        | Gol                          | Rozgrywki                    |
| 1958                         | 1958                         | 1958                         | 1958                         | 1958                         | 1958                         | 1958                         |
| ---------------------------- | ---------------------------- | ---------------------------- | ---------------------------- | ---------------------------- | ---------------------------- | ---------------------------- |
| 1.                           | 26.10.1958                   | Bruksela, Belgia             | Belgia                       | 1:1                          | 0                            | towarzyski                   |
| 2.                           | 07.12.1958                   | Ankara, Turcja               | Bułgaria                     | 0:0                          | 0                            | towarzyski                   |
| 1959                         |                              |                              |                              |                              |                              |                              |
| 3.                           | 26.04.1959                   | Stambuł, Turcja              | Rumunia                      | 2:0                          | 0                            | el. ME 1960                  |
| 4.                           | 10.05.1959                   | Stambuł, Turcja              | Holandia                     | 0:0                          | 0                            | towarzyski                   |
| 1962                         |                              |                              |                              |                              |                              |                              |
| 5.                           | 10.10.1962                   | Ankara, Turcja               | Etiopia                      | 3:0                          | 0                            | towarzyski                   |
| 6.                           | 25.11.1962                   | Ramat Gan, Izrael            | Izrael                       | 2:0                          | 0                            | towarzyski                   |
| 7.                           | 02.12.1962                   | Bolonia, Włochy              | Włochy                       | 0:6                          | 0                            | el. ME 1964                  |
| 8.                           | 12.12.1962                   | Stambuł, Turcja              | Dania                        | 1:1                          | 0                            | towarzyski                   |
| 9.                           | 16.12.1958                   | Addis Abeba, Etiopia         | Etiopia                      | 0:0                          | 0                            | towarzyski                   |
| 1965                         |                              |                              |                              |                              |                              |                              |
| 10.                          | 19.04.1965                   | Ankara, Turcja               | Portugalia                   | 0:1                          | 0                            | el. MŚ 1966                  |

## Kariera trenerska
Po zakończeniu kariery piłkarskiej został trenerem. W 1977 roku zastąpił Rudiego Gutendorfa na stanowisku pierwszego trenera Hamburger SV. Prowadził drużynę w przegranym 1:7 dwumeczu Superpucharu Europy z Liverpoolem. W HSV pracował przez rok.
W 1978 roku został Özcan trenerem Wormatii Worms. Następnie pracował też w Holsteinie Kilonia oraz Kocaelisporze.